# Былкылдаксай
Былкылдаксай (устар. Бело-Колдаксай) — река в Казахстане, протекает по Мартукскому району Актюбинской области. Устье реки находится в 12 км по левому берегу реки Айдарлысай.
Длина реки составляет 11 км. Имеет 3 притока менее 10 км, их общая длина составляет 8 км.
Берёт начало вблизи урочища Крутой Яр на высоте более 327 м, левый исток родниковый. На середине течение принимает правый приток — Шолаксай. Впадает в Айдарлысай на высоте более 263 м.
Ближайший населённый пункт — Родниковка, расположенная вблизи истока.